# Jeu vidéo d'artillerie

La forme que prennent les jeux d'artillerie classiques en deux dimensions.

Un jeu vidéo d'artillerie est un jeu vidéo de combat au tour par tour dont le but est pour chaque joueur de détruire son adversaire en planifiant une trajectoire correcte pour un projectile. Ces jeux sont parmi les premiers développés, leur thème étant la prolongation des utilisations alors classiques des ordinateurs, employés pour le calcul de trajectoires de fusées et le calcul balistique.

## Prémices en mode texte
Des précurseurs du genre, les premiers sont uniquement en mode texte, recueillant les paramètres au clavier. Un jeu en BASIC connu sous le nom de Artillery, écrit par Mike Forman, a été publié en 1976 par le magazine Creative Computing. Cette première version a été retravaillée en 1977 par M.E. Lyon et Brian West connu sous le nom de War 3, et par la suite revisité en 1979 et édité sous le nom de Artillery-3. Ces versions fournissaient au joueur la distance de l'objectif, celui-ci indiquant alors la vitesse de projectile (puissance) et l’angle de la tourelle du char.

## Apparition de l'artillerie graphique
Un des premiers jeux à utiliser une présentation graphique a été créé pour les ordinateurs Apple II en 1980. Écrit en Applesoft BASIC, cette version est également nommée Artillery. Elle réutilise le principe du jeu publié par Creative Computing en permettant au joueur de voir le champ de bataille et les chars. Elle ajoute également dans le calcul de la trajectoire l'influence du vent. Des lignes sur affichent les trajectoires précédentes du projectile, donnant au joueur les moyens visuels d'influencer ses paramètres de tir. Des jeux identiques ont été réalisés pour les ordinateurs personnels comme le Commodore PET en 1981.
Des variantes pour les consoles de jeu ont alors émergé à la suite de la première version graphe sur ordinateur. Le jeu pour deux joueurs Smithereens! a été réalisé en 1982 pour la console Videopac. C'est un jeu sans tour par tour, qui présente deux catapultes protégées chacune derrière les murs d'un château fortifié, et qui mutuellement se lancent des rochers l'une sur l'autre. Le jeu s'est servi de la synthèse vocale fournie par la console pour émettre des insultes sarcastiques lorsqu'un joueur a mis le feu à la catapulte de son ennemi. Le premier jeu d'artillerie répandu est Artillery Duel. Ce jeu a été réalisé en 1983 aussi bien pour les consoles Atari 2600 et ColecoVision que pour les ordinateurs personnels Commodore 64 et VIC-20. Il présente un fond d'écran et un terrain plus élaboré graphiquement, un affichage simple de la vitesse du vent et du nombre de munitions.

## Sur compatible PC
Avec l'implantation de plus en plus forte des compatibles PC, est arrivé ce genre de jeu sur cette plate-forme. En 1990, Tank Wars créé par Kenny Morse et publié par Microforum for MS-DOS. Tank Wars introduit le concept de l'achat d'armement et de multiples intelligences artificielles pour contrôler les chars.
En 1991, la première version de Scorched Earth est réalisée par Wendell Hicken. Scorched Earth est un partagiciel populaire de combat de char au tour par tour sur un terrain en deux dimensions, où chaque joueur ajuste l'angle et la puissance de tir avant de faire feu. Scorched Earth, avec son arsenal important et ses nombreux bonus est considéré comme l'archétype du genre sur lequel des jeux comme Worms, les Cochons de guerre et GunBound ont fait leur popularité. Scorched Earth introduit plusieurs éléments aux autres jeux graphiques précédents (y compris les commentaires sarcastiques affichés à chaque joueur avant de faire feu) aussi bien du côté du nombre d'options disponibles que du nombre d'armes disponibles, la possibilité d'utiliser des boucliers, des parachutes, de déplacer en char (en achetant du carburant). Le jeu est amplement configurable par le biais l'aide d’une interface graphique disposant de la souris.

## Dérivés modernes

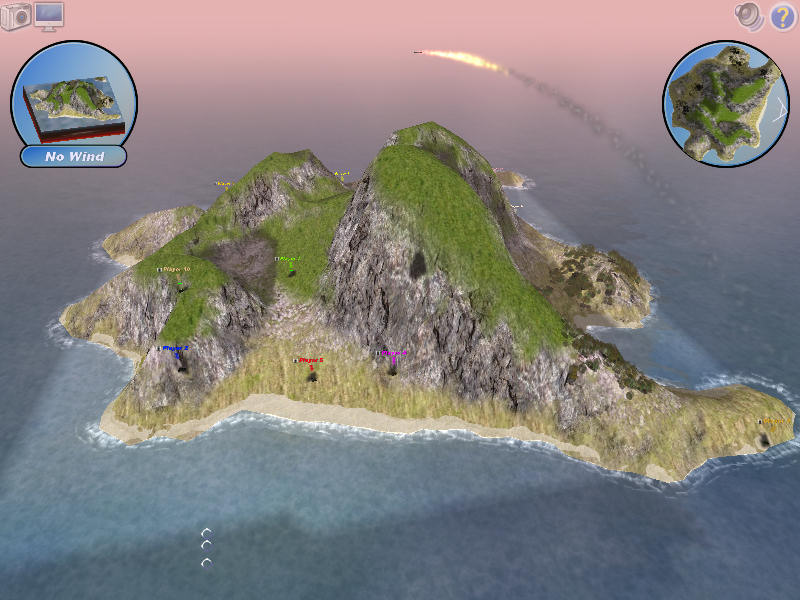
Vue d'ensemble d'une partie de Scorched 3D.

En 1994, Team17 sort la première version sur Amiga de sa populaire série de jeu au tour par tour Worms. Dans Worms, le joueur contrôle un peloton de petits vers (plutôt que des chars) à travers des niveaux de jeu destructibles, contre d'autres équipes de vers contrôles par le jeu ou par d'autres joueurs. Le jeu comporte des idées et de l'humour dans un style très cartoon complété par un arsenal d'armes farfelues. Le jeu a connu de nombreuses suites et a été adapté en trois dimensions en 2003 avec Worms 3D.
En 2001, Gavin Camp sort un jeu d'artillerie en trois dimensions nommé Scorched 3D qui est très légèrement inspiré du précédent Scorched Earth. Scorched 3D permet le jeu multijoueur en LAN et sur Internet, d'utiliser des avatars personnalisés ainsi que la possibilité de positionner la vue sur le champ de bataille.

## Liste de jeux d’artillerie
- Artillery Duel
- Badland Brawl
- Chick Chick Boom
- Gorilla
- GunBound
- Interplanetary
- Les Cochons de guerre
- Scorched Earth
- Scorched 3D
- Scorched Tanks
- Space Tanks
- Hedgewars
- Smithereens!
- Tank Wars
- Worms
- Warmux (anciennement Wormux)
- Redcon